# Internationale Saarland-Rundfahrt
Die Internationale Saarland-Rundfahrt war eine Radsportveranstaltung in Deutschland und im zeitweilig teilautonomen Saarland. Sie wurde als Straßenrennen auf dem Gebiet des Saarlandes ausgetragen. In einigen Jahren wurde sie unter dem Namen Rund durch das Saarland veranstaltet.

## Geschichte
Die Rundfahrt wurde zum ersten Mal 1922 ausgetragen. Ab 1934 fand sie mit internationaler Beteiligung statt. Von 1935 bis 1950 wurde das Rennen für Berufsfahrer veranstaltet, fand jedoch nicht in jedem Jahr statt. Parallel wurden Austragungen für die Amateure und Jugendklassen gestartet. Ab 1951 war es ein Rennen für Amateure, an dem aber auch Unabhängige teilnahmen. Eine Besonderheit des Rennens war, dass neben dem Einzelsieger auch die beste Mannschaft mit einem Pokal ausgezeichnet wurde. In der Zeit von 1947 bis 1956, als das Saarland ein teilautonomer Staat war, war das Rennen die wichtigste internationale Radsportveranstaltung des Saarländischen Radfahrerbundes und fand in diesen Jahren regelmäßig statt. Das Rennen führte in der Regel von Saarbrücken aus quer durch das Saarland wieder zum Ziel nach Saarbrücken. Die Länge des Rennens bewegte sich zwischen 168 und 240 Kilometern.
1949 hatte die Internationale Saarland-Rundfahrt ihr erstes Jubiläum, sie wurde zum zehnten Mal ausgetragen. Das Rennen ging über eine Distanz von 240 Kilometer und wurde von 80 Berufsfahrern und Unabhängigen bestritten. Sieger wurde Egon Thiry, ein Unabhängiger, der Mitglied im saarländischen Verein RV Falke Lebach war. 1966 war die 25. Austragung.
Bis 1969 hatte das Rennen einen gesicherten Termin im Veranstaltungskalender des Bundes Deutscher Radfahrer (BDR). 1970 änderte sich die Situation, zum Termin der Rundfahrt fand in der benachbarten Pfalz ebenfalls ein Rennen statt, an dem die Mehrzahl der deutschen Spitzenfahrer teilnahm. So gingen nur noch 12 Radrennfahrer an den Start, mehrheitlich ausländische Fahrer. Der saarländische Verband wollte danach die Rundfahrt für immer beenden, gemeinsam mit dem BDR wurde jedoch eine Lösung für die Zukunft gefunden. So konnte am 18. Juli 1971 die 30. Auflage der Internationalen Saarland-Rundfahrt stattfinden. In einigen Jahren war die Internationale Saarland-Rundfahrt Bestandteil der Wertungsrennen des BDR zur Bildung der Straßen-Nationalmannschaft. Schon in den 1970er Jahren wurde es für den Saarländischen Radfahrerbund durch die zunehmende Motorisierung und die steigenden Kosten immer schwieriger, das Rennen zu veranstalten. Es kam häufiger zum Ausfall der Rundfahrt. 1985 fand sie zum letzten Mal statt. 

## Palmarès
| Jahr      | Die Sieger                | Nation      |
| --------- | ------------------------- | ----------- |
| 1922–1925 | Sieger unbekannt          | [ 1 ]       |
| 1934      | Sieger unbekannt          |             |
| 1935      | Georg Umbenhauer (B)      | Deutschland |
| 1936      | Erich Bautz (B)           | Deutschland |
| 1943      | Jean Majérus (B)          | Luxemburg   |
| 1947      | Wim van Est (B)           | Niederlande |
| 1949      | Eduard van Ende (B)       | Belgien     |
| 1949      | Egon Thiry                | Saarland    |
| 1950      | Henri Smets (U)           | Belgien     |
| 1954      | Gilbert Saulière          | Frankreich  |
| 1955      | René Bianchi              | Frankreich  |
| 1957      | Jan Hugens                | Niederlande |
| 1958      | Franz Boettger            | Deutschland |
| 1959      | Désiré Cartigny           | Frankreich  |
| 1961      | Julien Haelterman         | Belgien     |
| 1962      | Joseph Mathy              | Belgien     |
| 1963      | Minninger                 | Deutschland |
| 1964      | Marcel Surin              | Belgien     |
| 1965      | Burkhard Ebert            | Deutschland |
| 1966      | Norbert Leiske            | Deutschland |
| 1967      | Erwin Derlick             | Deutschland |
| 1968      | Johannes Knab             | Deutschland |
| 1969      | Wilfried Corneillie       | Belgien     |
| 1970      | Walter Bellens            | Belgien     |
| 1971      | Ferdinand Peirsman        | Belgien     |
| 1972      | Mario Sobottka            | Deutschland |
| 1973      | Wilfried Trott            | Deutschland |
| 1974      | Klaus-Peter Thaler        | Deutschland |
| 1976      | Rene Martens              | Belgien     |
| 1977      | Friedrich von Loeffelholz | Deutschland |
| 1978      | Friedrich von Loeffelholz | Deutschland |
| 1980      | Werner Stauff             | Deutschland |
| 1981      | Janusz Bieniek            | Polen       |
| 1983      | Volker Diehl              | Deutschland |
| 1985      | Hans-Werner Theissen      | Deutschland |

(B) = Berufsfahrer, (U) = Unabhängiger, sonst immer Amateure